# با تمام وجود و توان
با تمامِ وجود و توان (انگلیسی: Heart and Soul) یک فیلم صامت به کارگردانی جی. گوردون ادواردز است که در سال ۱۹۱۷ منتشر شد. از بازیگران آن می‌توان به ثیدا بارا اشاره کرد. این فیلم در استودیوی کمپانی فاکس در فورت لی، نیوجرسی تصویربرداری شده و هیچ نسخه‌ای از آن باقی نمانده است.

## بازیگران
- ثیدا بارا
- کلیر ویتنی
- آرت اکورد
- ادوین هولت
- والتر لا
- هری هیلیارد
- گان وایت
- جان وب دیلون
- مارگارت لیرد